# Fontechiari
Fontechiari – miejscowość i gmina we Włoszech, w regionie Lacjum, w prowincji Frosinone.
Według danych na rok 2004 gminę zamieszkiwało 1286 osób, 80,4 os./km².